# Belén Rueda
María Belén Rueda García-Porrero (* 16. března 1965 Madrid) je španělská herečka, která na filmovém plátně debutovala v roce 2004 rolí Julie v životopisném dramatu Hlas moře, za níž obdržela Goyovu cenu pro nejlepší začínající herečku.
Postavy Laury v thrilleru Sirotčinec i Julie v mysteriózním hororu Los Ojos de Julia znamenaly nominace na Goyovu cenu v kategorii nejlepší herečka. V letech 2003–2008 odehrála pět sezón jako Lucía Gómezová v seriálu Los Serrano.

## Osobní život
Narodila se roku 1965 v Madridu do rodiny stavebního inženýra a baletní pedagožky. Má dvě sestry Chus a Violetu Ruedovy. V dětském věku se rodina přestěhovala do přímořského Alicante, kde vyrůstala.
V osmnácti letech se vrátila do španělské metropole, aby studovala architekturu. Z univerzity odešla po započetí vztahu s italským partnerem, za něhož se vdala. Po rozvodu se v roce 2003 podruhé vdala za španělského režiséra a producenta Daniela Éciju do rok trvajícího manželství. S ním má tři dcery Belén, Maríu a Lucíu. Druhá z nich zemřela v dětském věku. Potřetí uzavřela sňatek roku 2009 s Rogerem Vincentem.

## Kariéra
Před vstupem do televize pracovala jako prodavačka a modelka. Následně začala moderovat televizní pořady, aby od roku 1997 nastoupila hereckou dráhu, když získala první role v seriálech. Goyovu cenu pro nejlepší začínající herečku jí vynesl výkon v dramatu Hlas moře (2004), který znamenal její filmový debut.
Roku 2007 si zahrála po boku Julianne Mooreové ve španělském dramatickém snímku Divoká krása. V roce 2012 se objevila v Paulově thrilleru Tělo, kde ztvárnila postavu zavražděné zámožné manželky.

## Herecká filmografie
| Rok  | film / seriál                        | role                     | poznámka |
| ---- | ------------------------------------ | ------------------------ | --- |
| 1997 | Médico de familia                    | Clara Nadal              | seriál |
| 1998 | Periodistas                          | Clara Nadal              | seriál, sezóny 1998–2002 |
| 2001 | 7 vidas                              | Ana Hacha                | seriál: 1 díl |
| 2001 | Retruc                               | Elsa                     | krátkometrážní |
| 2003 | Los Serrano                          | Lucía Gómez              | seriál, sezóny 2003–2008 nominace — Fotogramas de Plata, nejlepší televizní herečka nominace — Svaz španělských herců, nejlepší herečka v hlav. roli nominace — TP de Oro, nejlepší herečka |
| 2004 | Hlas moře                            | Julia                    | španělsky: El mar adentro Cinema Writers Circle Award, nejlepší nová umělkyně Goyova cena, nejlepší začínající herečka Svaz španělských herců, nejlepší začínající herečka nominace — Cena ACE, nejlepší herečka nominace — Fotogramas de Plata, nejlepší filmová herečka |
| 2007 | Divoká krása                         | Pilar Durán              | |
| 2007 | Sirotčinec                           | Laura                    | španělsky: El orfanato Cena ACE, nejlepší herečka Barcelonská filmová cena, nejlepší herečka Cena Fantasporto, nejlepší herečka Fotogramas de Plata, nejlepší filmová herečka nominace — Cinema Writers Circle Award, nejlepší herečka nominace — Evropské filmové ceny, nejlepší herečka nominace — Goyova cena, nejlepší herečka nominace — Cena Saturn, nejlepší herečka nominace — Svaz španělských herců, nejlepší herečka v hlav. roli |
| 2008 | 8 citas                              | Elena                    | |
| 2009 | Spanish Movie                        | Laura                    | |
| 2010 | El mal ajeno                         | Isabel                   | |
| 2010 | Los ojos de Julia                    | Julia                    | nominace — Fotogramas de Plata, nejlepší filmová herečka nominace — Goyova cena, nejlepší herečka |
| 2010 | La princesa de Éboli                 | Ana de Mendoza           | minisérie |
| 2011 | Neměj strach                         | matka Silvie             | No tengas miedo |
| 2011 | Na lodi                              | Leonor                   | seriál: 3 díly; El barco |
| 2013 | Séptimo                              | Delia                    | |
| 2013 | Ismael                               |                          | |
| 2016 | Noc, kdy moje matka zabila mého otce | Isabel Paris             | španělsky: La noche que mi madre mató a mi padre |
| 2016 | La embajada                          | Claudia Cernuda Sanramón | televizní seriál, 11 dílů |
| 2017 | Órbita 9                             | Silvia                   | |
| 2017 | Perfectos desconocidos               | Eva                      | |
| 2018 | El cuaderno de Sara                  | Laura Alonso             | |
| 2018 | No dormirás                          | Alma Böhm                | |
| 2018 | Záhadná bouře                        | doktorka Sardónová       | španělsky: Durante la tormenta |
| 2018 | El pacto                             | Mónica                   | |
| 2019 | El silencio de la ciudad blanca      | Alba Díaz de Salvatierra | |
| 2020 | Madres. Amor y vida                  | Marián                   | televizní seriál, 26 dílů |